# Patisserie Holtkamp
Patisserie Holtkamp is een banketbakker die sinds 1969 is gevestigd aan de Vijzelgracht in Amsterdam. In 1886 richtte George van Nie in dit voormalige herenhuis koek- en banketbakkerij Van Nie op en in 1928 gaf zijn zoon de winkel het huidige aanzien en het art deco-interieur. In 1954 werd de zaak overgenomen en sinds 1969 is dit het familiebedrijf van de Holtkamps, waar dochter Angela sinds 2002 de dagelijkse leiding heeft. Het winkelpand is door de gemeente Amsterdam aangemerkt als gemeentelijk monument. Het is voorzien van een houten puilijst in de stijl van de Amsterdamse School.
De patisserie van Cees Holtkamp is niet de enige met die naam.
Ook in Schipluiden en Maassluis bestaat een banketbakkerij Holtkamp.
Broers Cees, Jan, Harry, Koos en Jos (bij broer Koos achter de schermen) zijn allemaal werkzaam geweest als banketbakker met hun eigen winkel.

## Geschiedenis
De gemeente Amsterdam heeft de vermoedelijke geschiedenis van het pand gereconstrueerd. In 1880 zou het toenmalige herenhuis op een veiling gekocht zijn door makelaar B.J. Meilink. Die liet het verbouwen tot winkelpand en verkocht het waarschijnlijk aan varkensslachter L.J. van Gaasbeek. Deze opende in 1881 zijn zaak en breidde in 1886 uit naar het pand ernaast, aan de kant van de Noorderstraat. In hetzelfde jaar trok Van Nie in nr. 15. In 1885 liet George van Nie het pand aan de Vijzelgracht 15 verbouwen: er kwam een extra verdieping op en de voorgevel werd ook aangepast. Op 23 februari 1886 opende Van Nie de koek- en banketbakkerszaak. Zijn zoon George junior nam In 1921 de winkel over en liet in 1928 het interieur moderniseren.
In 1946 overleed Van Nie junior waardoor de zaak overging naar zijn weduwe Marie. Zij verkocht de zaak in 1954 aan haar chef-kok Hans Ahlers, die de oude naam aanhield. In 1969 ging de winkel over op Cees en Petra Holtkamp, zij gaven hun eigen naam aan de zaak. Op 7 augustus 1969 werd de winkel geopend. De overname werd gefinancierd met een lening van 10.000 gulden. In 2002 deden Cees en zijn vrouw Petra de winkel over aan hun dochter en haar man Nico Meijles. Zij lieten de winkel in 2004 restaureren.

## Interieur
In de winkel bevindt zich nog de originele handlift waarmee de waren vanuit de bakkerij in de kelder getransporteerd werden naar de winkel. Het interieur van de 16m² grote winkel is in de stijl van de art deco en in 1928 ontworpen door Piet Kramer. De winkel werd toen gefotografeerd voor het kunsttijdschrift Wendingen. Kramers zoon heeft tijdens de restauratie van de winkel in 2004 adviezen uitgebracht. De winkel heeft een tegelvloer van lichtblauwe en okergele tegels met zwarte en grijze accenten. De wandvitrines zijn van eiken- en palissanderhout, ingelegd met coromandel. Naast de vitrines hangen met stof beklede panelen. Boven de vitrines zijn art deco-decoraties aangebracht, het is niet zeker of die van de hand van Pieter den Besten of van Jaap Gidding zijn. De ramen in de deuren en de bovenlichten zijn van glas in lood.
Bij de restauratie werden nieuwe losse vitrines toegevoegd, deze zijn door Wim Quist ontworpen. In deze kasten staan de chocolaterie en taarten uitgestald.
De bakkerij zelf beslaat niet alleen de kelder van het pand Vijzelgracht 15, maar ook van Noorderstraat 7.